# Tamaz Saakashvili
Tamaz Saakashvili (ur. 25 czerwca 1970) – francuski judoka. Złoty medalista mistrzostw świata w drużynie w 1994. Startował w Pucharze Świata w latach 1990, 1995-1997, 1999 i 2000. Brązowy medalista mistrzostw Europy w drużynie w 1994 i 1995. Mistrz świata juniorów w 1990. Wicemistrz Europy juniorów w 1990. Mistrz Francji w 1995 roku.